# インド陸軍

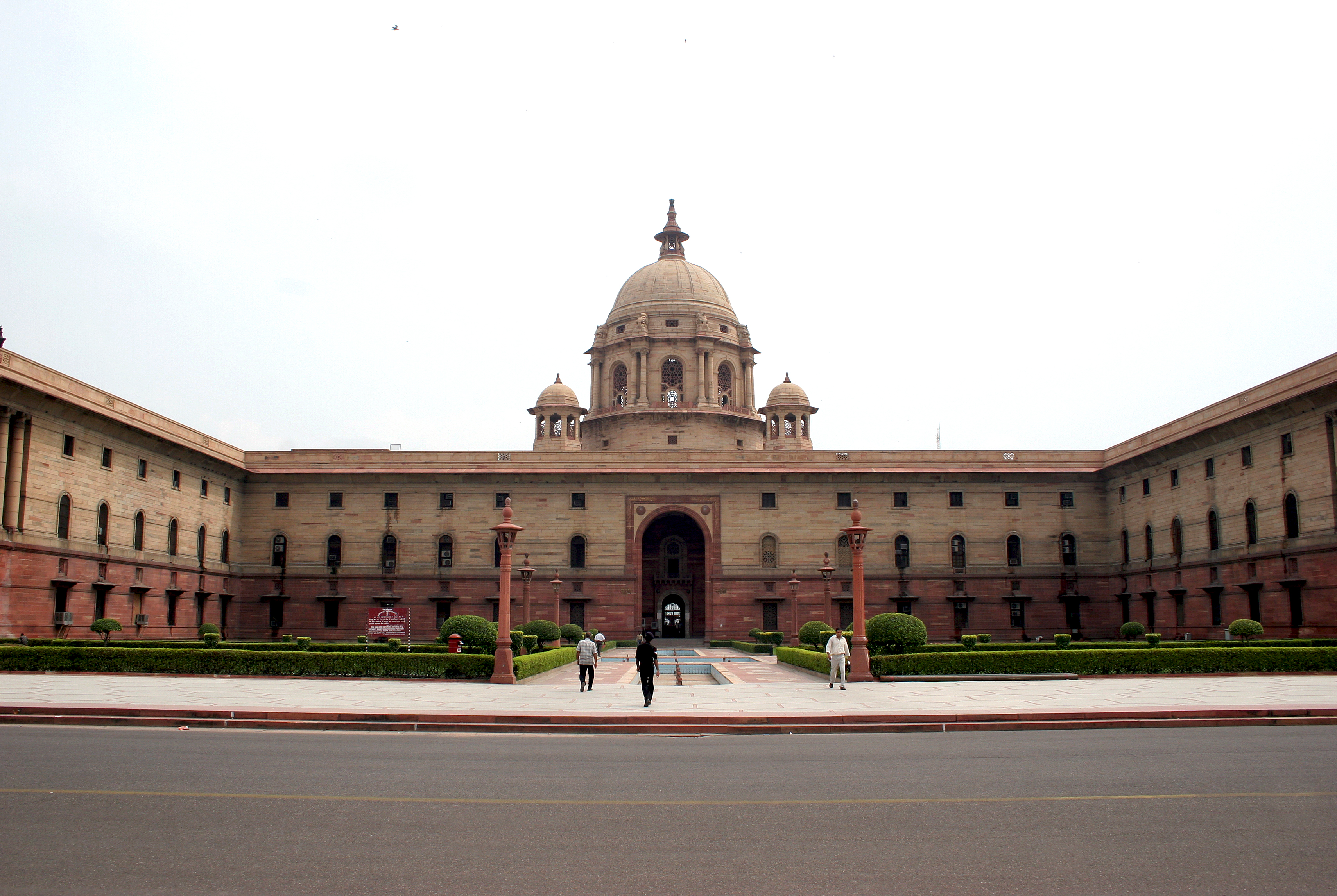
インド国防省本部

インド陸軍（भारतीय थलसेना, Bhāratīyan Thalasēnā、Indian Army）は、インド軍の軍種の一つ（陸軍）で、英印軍を発祥とする。1947年にインド独立とともに設立され、インド軍最大の軍事組織である。

## 歴史
1776年に東インド会社が軍事部門として創設したのが始まりである。1833年になると東インド会社事務局は軍事部門を含む4つの部門に再編された。1857年には英印軍として設立された。1895年4月にはベンガル軍、マドラス軍、ボンベイ軍などの属領の軍隊を含むようになっていた。その時点で管理を容易にするためパンジャーブ、ベンガル、マドラス、ボンベイの4つの部隊に分けられた。英印軍はイギリス領インド帝国の軍すなわちインド皇帝を兼ねる英国王の軍となり、イギリス陸軍の一部となった。インド周辺の英緬戦争やアフガン戦争だけでなく、第一次世界大戦と第二次世界大戦に動員され、活動範囲は世界中に広がり参戦した。
第二次世界大戦後、インドが独立を達成すると、インド陸軍もイギリス陸軍の傘下を離れた。
独立以来、第一次印パ戦争、ポロ作戦（ハイデラーバード侵攻）、ゴア解放（ポルトガル領インド侵攻）、中印国境紛争、第二次印パ戦争、第三次印パ戦争、シアチェン紛争、スリランカ内戦介入、およびカールギル紛争などに参加。カシミール紛争の舞台である高山地帯から低地の砂漠や湿地帯、ムンバイ同時多発テロのような市街地での対テロ作戦まで、様々な地形での豊富な戦闘経験を持っている。国連の平和維持活動への参加も非常に積極的で、これまでにキプロス、レバノン、コンゴ、アンゴラ、カンボジア、ベトナム、ナミビア、エルサルバドル、リベリア、モザンビークおよびソマリアで活動を行っている。朝鮮戦争では国連軍側で医療支援を行った。
日本の陸上自衛隊と初の共同訓練を2018年11月1日～13日、ミゾラム州バイレンテで実施した。

## 任務
インド陸軍はインド国内で活動することを主任務としている。その主な任務と目的は、国外からの攻撃や脅威からインド共和国の国家安全を保障し、防衛を確保することであり、国土と国民の平和と安全を維持することにある。またインド陸軍は、国内の自然災害やその他、国連平和維持活動に積極的に参加し、災害救援や人道救援活動を行っている。

## 人員
徴兵のための規定はインド憲法に存在するが、徴兵制度でなく志願制を採用している。インド陸軍は現役兵約115万人であり、予備役は約96万人の兵力を保有する世界第2位の規模の陸軍である。
近年の中華人民共和国の軍拡やパキスタンとの領土問題に対応し、陸軍の近代化を目指して軍備を増強している。陸軍は北東部の中国国境正面に2個山岳師団を編成中である。さらに、2個山岳師団からなる山岳打撃軍を新編する計画中であり、2017年までに10万人規模の兵力増加となる。

## 組織

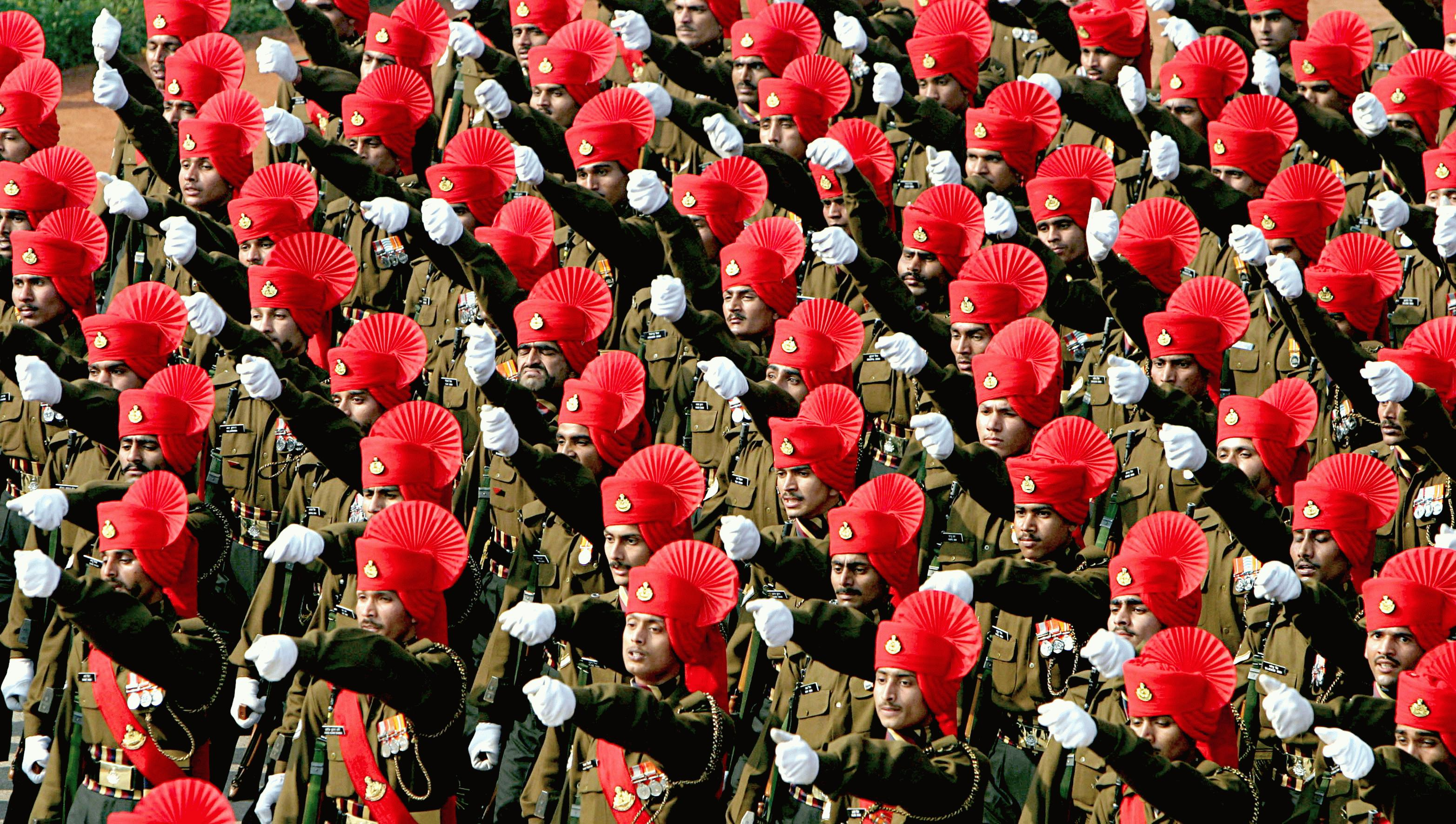
ラージプート連隊の兵士

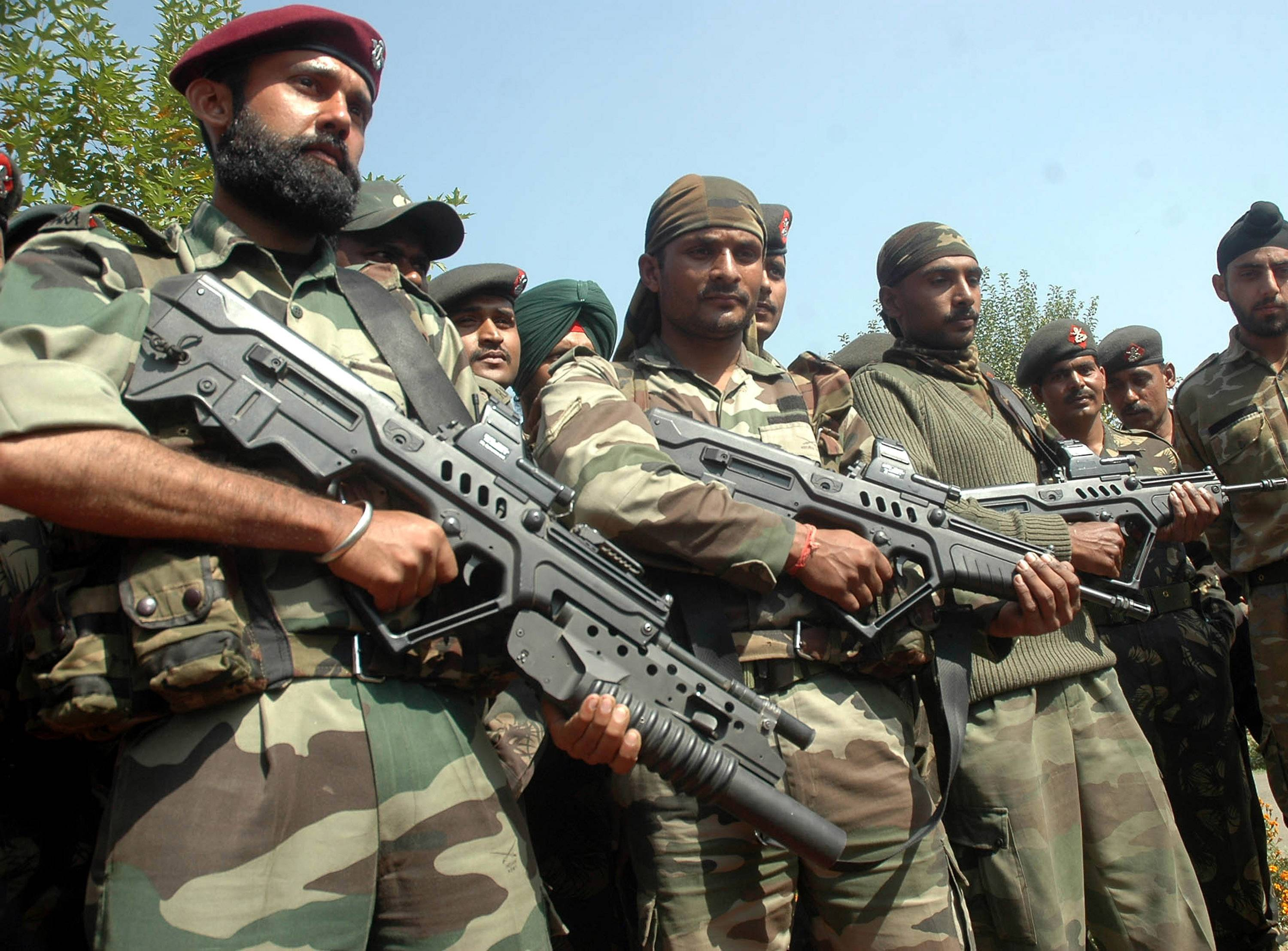
パラ・コマンド部隊(特殊部隊)

インド軍の法律上の最高司令官は大統領だが、事実上の指揮権はインド政府の国防大臣が有している。インド軍の管理・運営は国防省が担当する。インド陸軍の最高司令官は、陸軍長官兼陸軍参謀長のビクラム·シン大将である。
連隊は兵士のカースト、宗教、出身地域ごとに編成することで、隊内での団結と連隊間の競争意識を高めている。 

### 軍
戦略的方面軍といえる7つのコマンド（1つのコマンドは、2個軍団以上で構成されている) と、13個軍団（1個の軍団は、その指揮下に複数の陸軍師団で編成) が存在する。 
- 中央コマンド
- 東部コマンド
- 北部コマンド
- 南部コマンド
- 西部コマンド
- 南西コマンド
- 訓練コマンド

### 師団
師団数は37個置かれている。
- 4個RAPID軽機械化歩兵師団
- 3個機甲師団
- 18個歩兵師団
- 10個山岳師団
- 2個砲兵師団

### 旅団
- 3個防空旅団と2個地対空ミサイル連隊
- 5個独立機甲旅団
- 15個独立砲兵旅団
- 7個の独立歩兵旅団
- 1個パラシュート旅団
- 3個の工兵旅団

## 編制

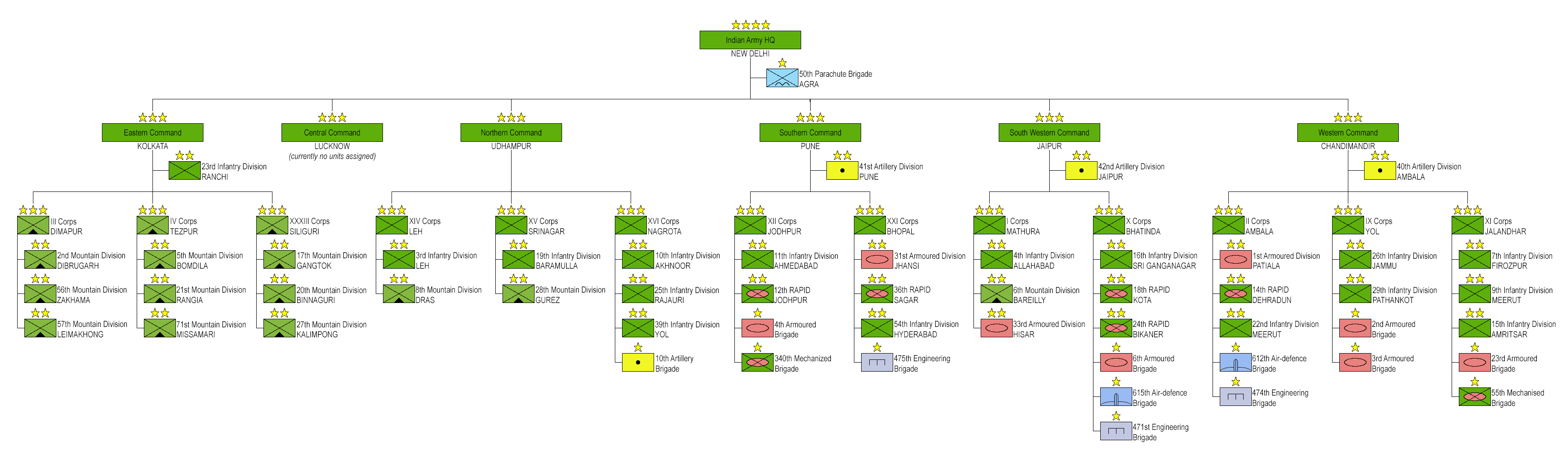
インド陸軍編成 (click to enlarge)

インド陸軍本部（国防省）所在地ニューデリー、第50パラシュート旅団所在地アーグラ
中央コマンド 司令部所在地ウッタル・プラデーシュ州ラクナウ
司令部は、多くの軍の教育センターを管理。現在、*I軍団は南部コマンドに転出中	
東部コマンド 所在地西ベンガル州コルカタ
- III軍団

第23歩兵師団 第57山岳師団
- IV軍団

第2山岳師団 第5山岳師団 第21山岳師団
- XXXIII軍団

第17山岳師団 第20山岳師団 第27山岳師団
北方コマンド 所在地ジャンムー・カシミール州ウダムプル
- XIV軍団

第3歩兵師団 第8山岳師団
- XV軍団

第19歩兵師団, 第28山岳師団	
- XVI軍団

第10歩兵師団 第25歩兵師団, 第39歩兵師団
第10砲兵機甲旅団
- IX軍団

第26歩兵師団 第29歩兵師団 第39山岳師団
南部コマンド 所在地マハーラーシュトラ州プネー
第41砲兵師団
- XII軍団

第11歩兵師団, 第12歩兵師団
第4装甲旅団,第340機械化旅団
- XXI軍団

第33機甲師団 第36RAPID軽機械化歩兵師団 第54歩兵師団
第475工兵旅団
西部コマンド 所在地チャンディーガル
第40砲兵師団
- II軍団

第1機甲師団 第14RAPID軽機械化歩兵師団
第474工兵旅団
第612機械化独立防空旅団
- XI軍団

第7歩兵師団 第9歩兵師団、第15歩兵師団
第2独立機甲旅団,第3独立機甲旅団
- IX軍団

第26歩兵師団，第29歩兵師団
第2独立装甲旅団,第3独立装甲旅団
南西コマンド 所在地ラージャスターン州ジャイプル
第42砲兵師団
- I軍団

第4歩兵師団 第6山岳師団第,31機甲師団
- X軍団

第16歩兵師団 第18 RAPID軽機械化歩兵師団 第24 RAPID軽機械化歩兵師団
第6独立機甲旅団,第615独立防空旅団
第471工兵旅団
訓練コマンド 所在地ヒマーチャル・プラデーシュ州シムラー
サブユニット
- 64個機甲連隊
- 48個砲兵連隊
- 31個歩兵連隊
- 17個パラシュート連隊 パラシュート歩兵と特殊部隊
- 25個機械化歩兵連隊
- 350個歩兵大隊

陸軍航空隊は、戦術的な航空輸送、偵察、医療避難のための小型ヘリコプター158機を運用する。なお大型ヘリコプターなどはインド空軍が運用する。

## 装備

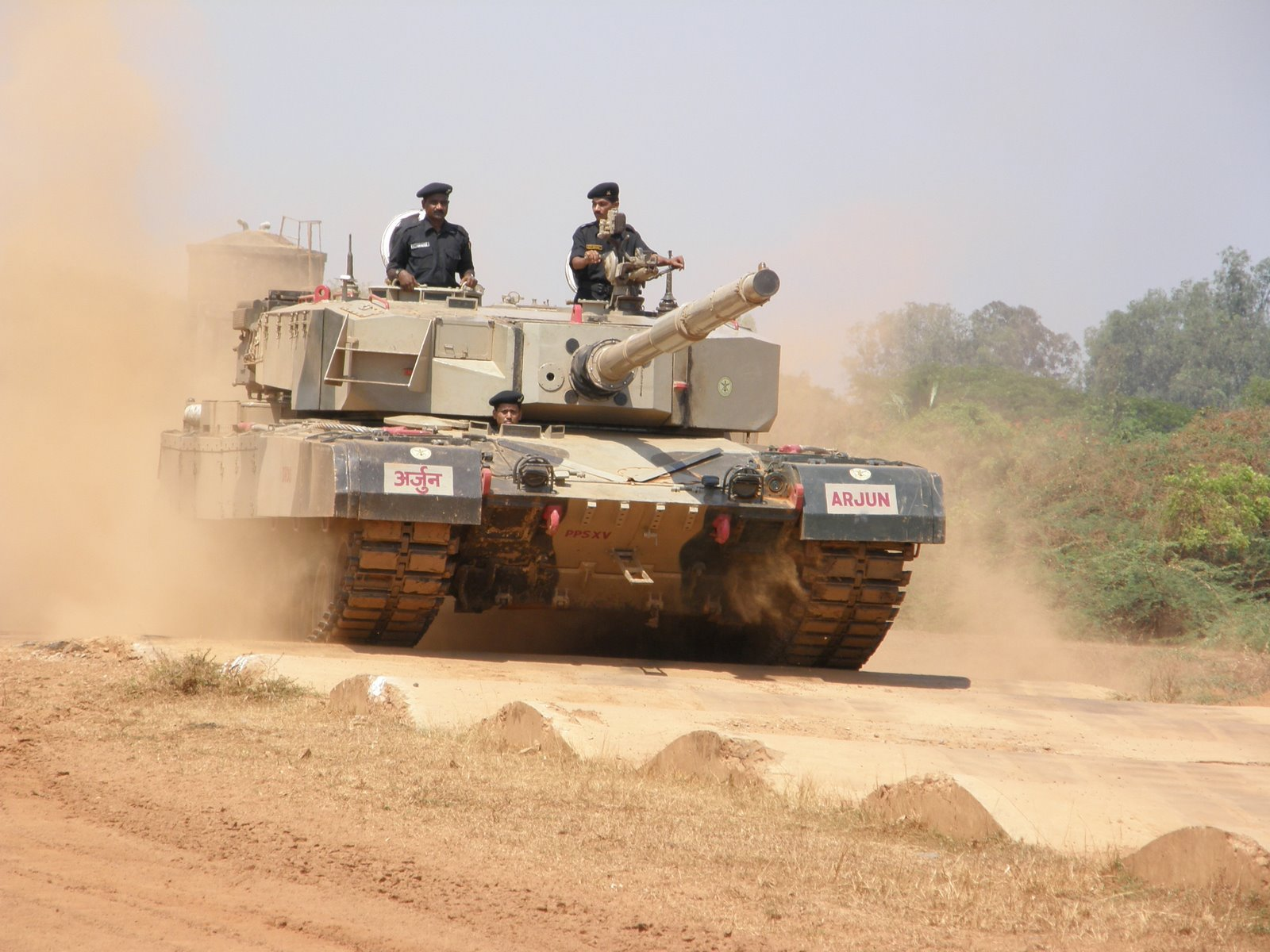
アージュンMBT

- 主力戦車 3700両、戦闘車両 5000両以上、火砲 6700門以上、 航空機 158機

### 車両

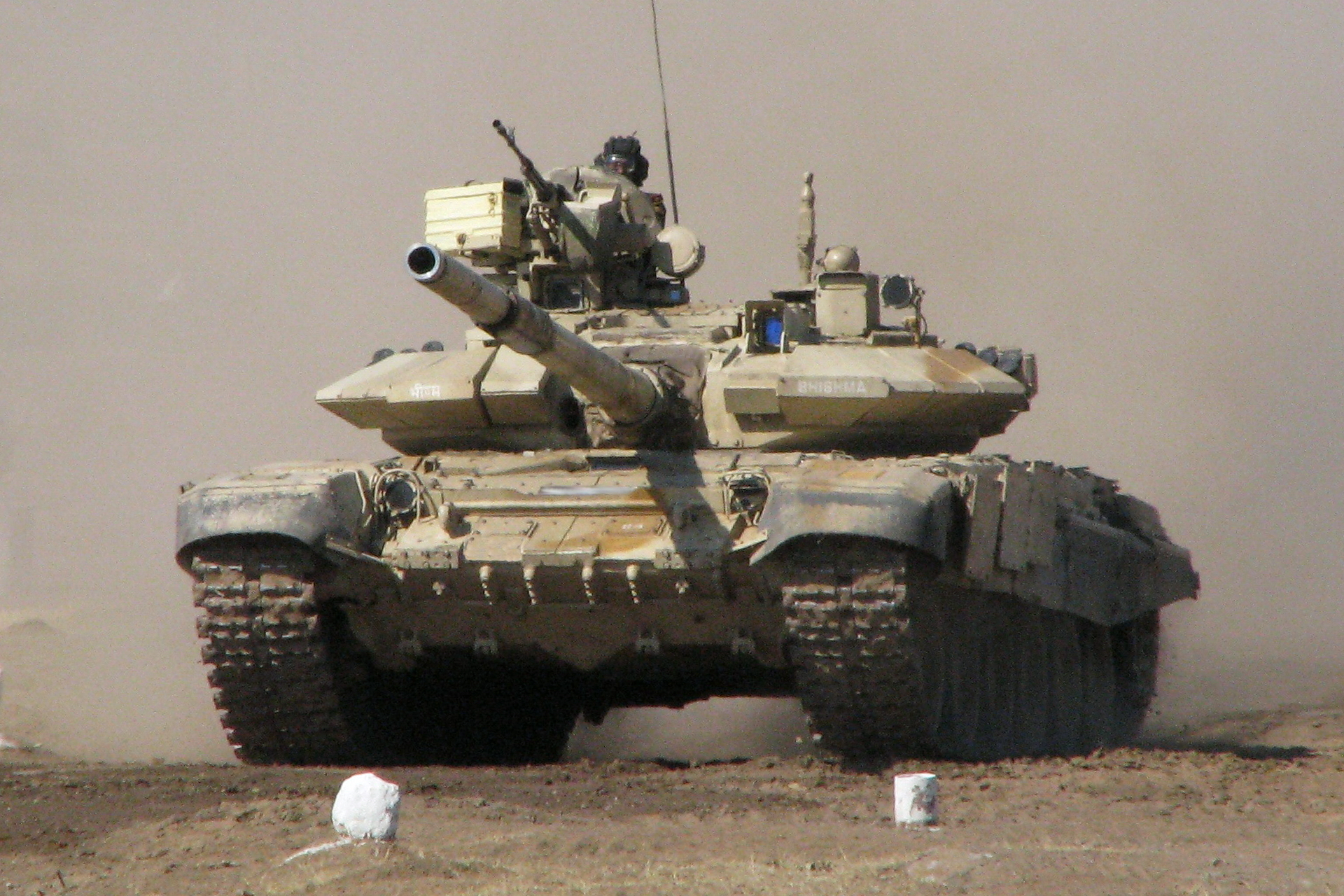
T-90S "Bhishma"

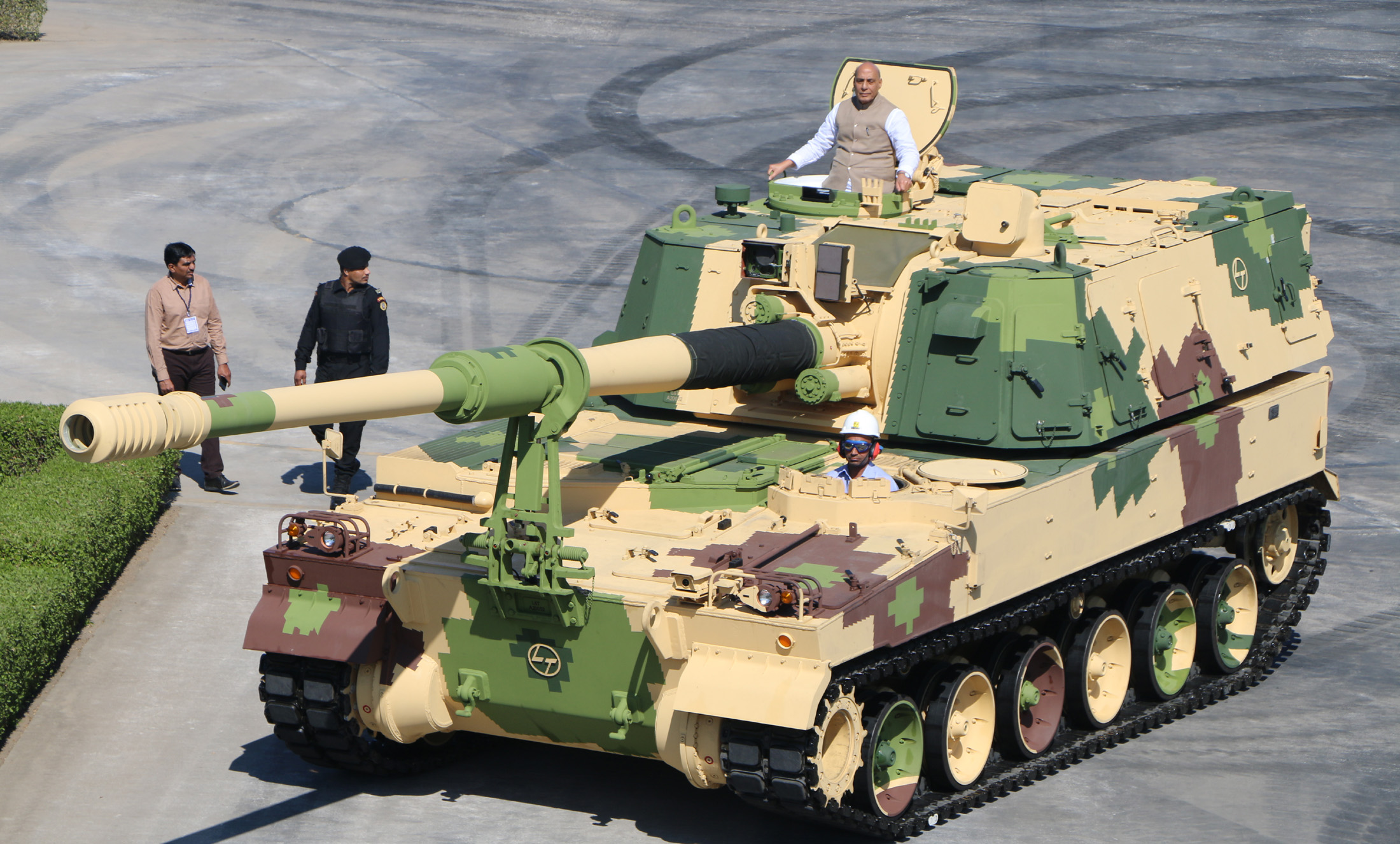
K9 155mm自走榴弾砲

#### 戦車
- アージュン MBT
- T-90
- T-72

#### 自走対空砲
- ボフォース 40mm機関砲
- 2K22
- ZSU-23-4

#### 戦闘車両
- BMP-2
- BMP-1
- K9 155mm自走榴弾砲
- OT-64装甲兵員輸送車
- BTR-60装甲兵員輸送車
- BEMLタトラ8x8のトラック
- マルチ・ジプシー

### 火器

#### 火砲
- M777 155mm榴弾砲
- FH77 155mm榴弾砲

#### ミサイル

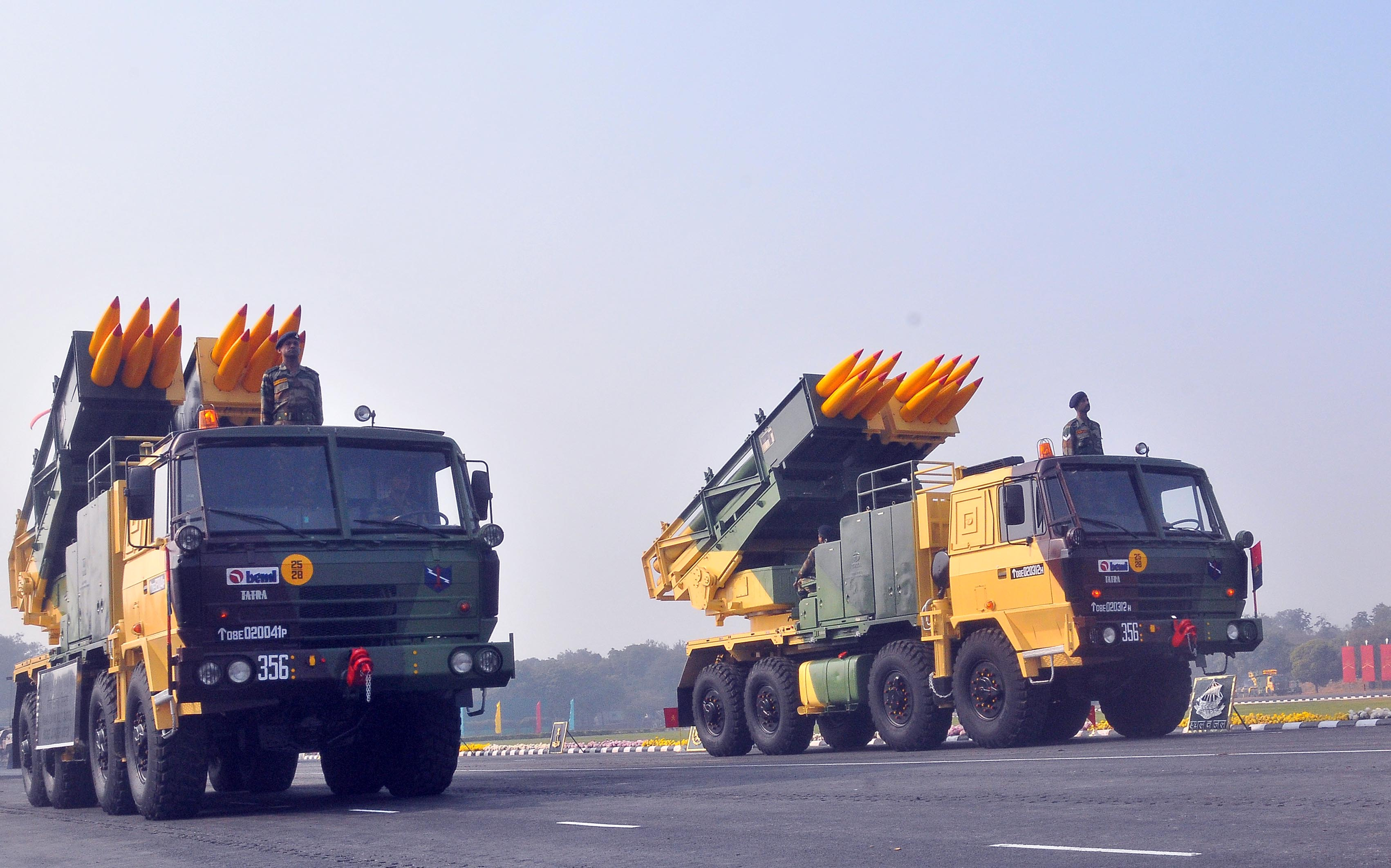
ピナカ多連装ロケットシステム

- アーカーシャ地対空ミサイル
- S-300地対空ミサイル
- ブラモス超音速巡航ミサイル
- ピナカ多連装ロケットシステム
- プラハール弾道ミサイル
- プリットヴィーI弾道ミサイル
- プリットヴィーII弾道ミサイル
- プリットヴィーIII弾道ミサイル
- シャウリャ弾道ミサイル
- アグニI中距離弾道ミサイル
- アグニII中距離弾道ミサイル
- アグニIII中距離弾道ミサイル
- アグニIV中距離弾道ミサイル
- アグニV大陸間弾道ミサイル

#### 歩兵火器
- FGM-148 ジャベリン対戦車ミサイル
- ミラン対戦車ミサイル
- ナグ対戦車ミサイル(開発中)
- 9K38 イグラ携帯式防空ミサイルシステム
- ブローニングM2重機関銃
- NSV重機関銃
- INSAS LMG軽機関銃

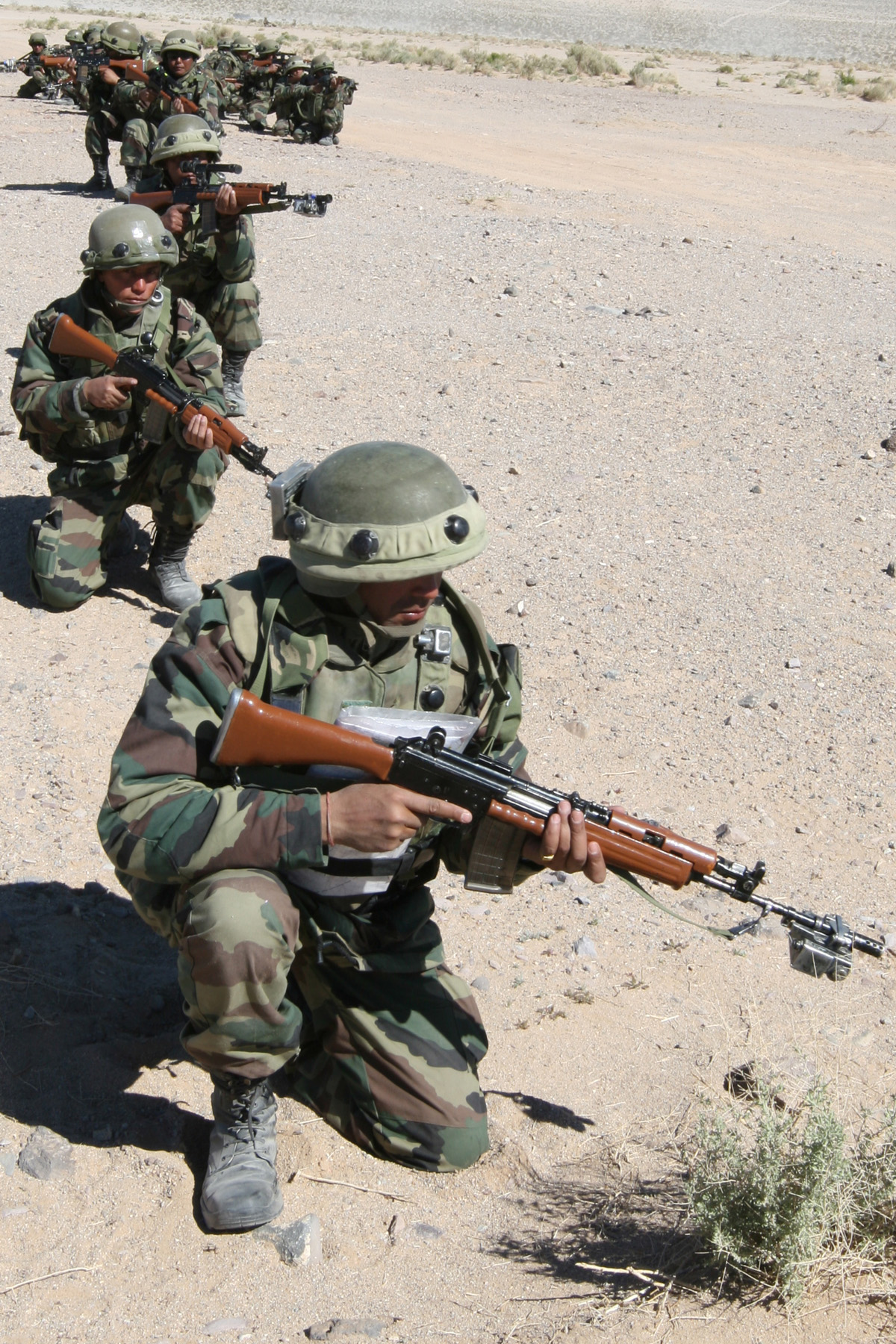
INSAS突撃銃

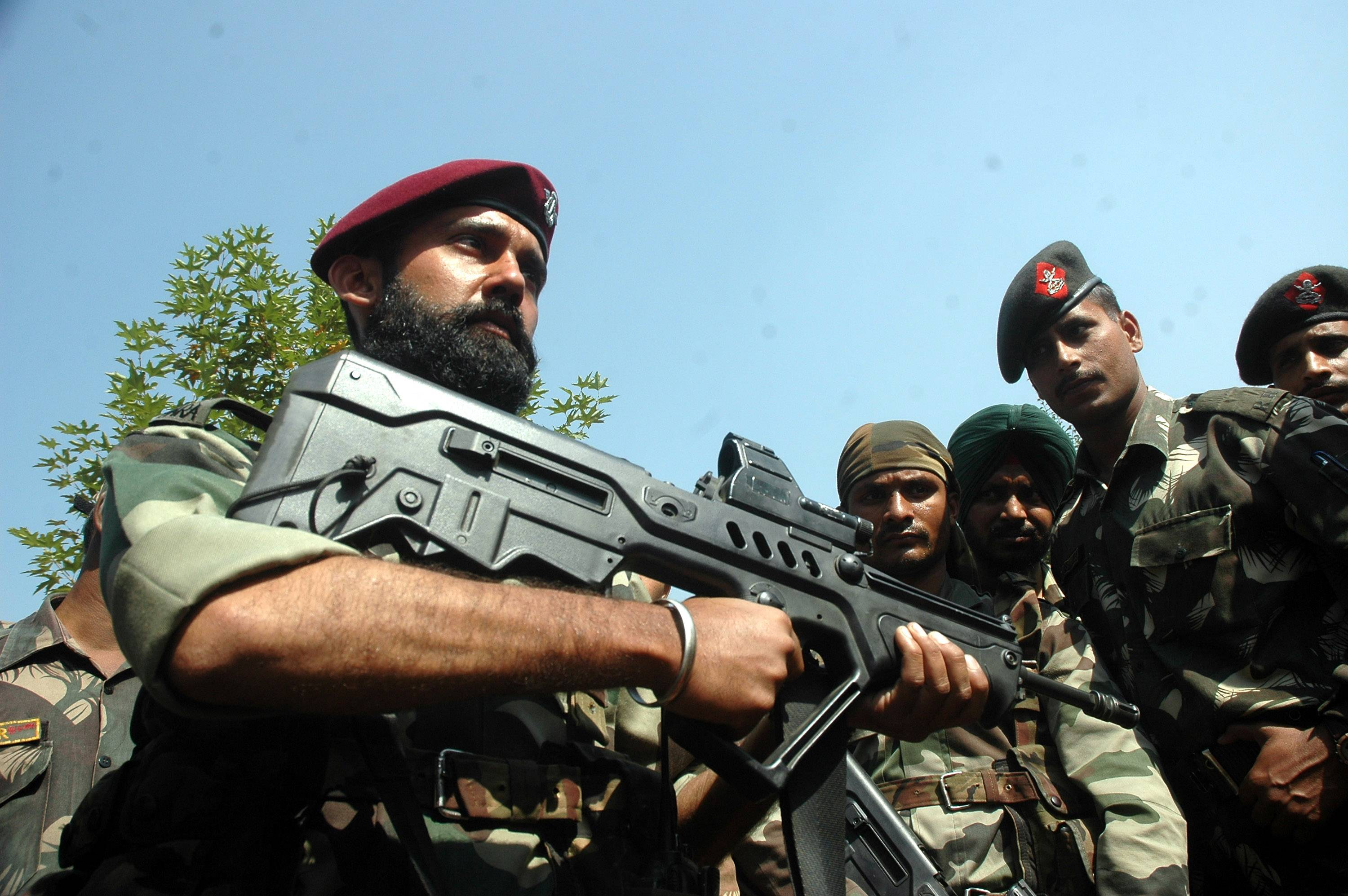
タボールAR21

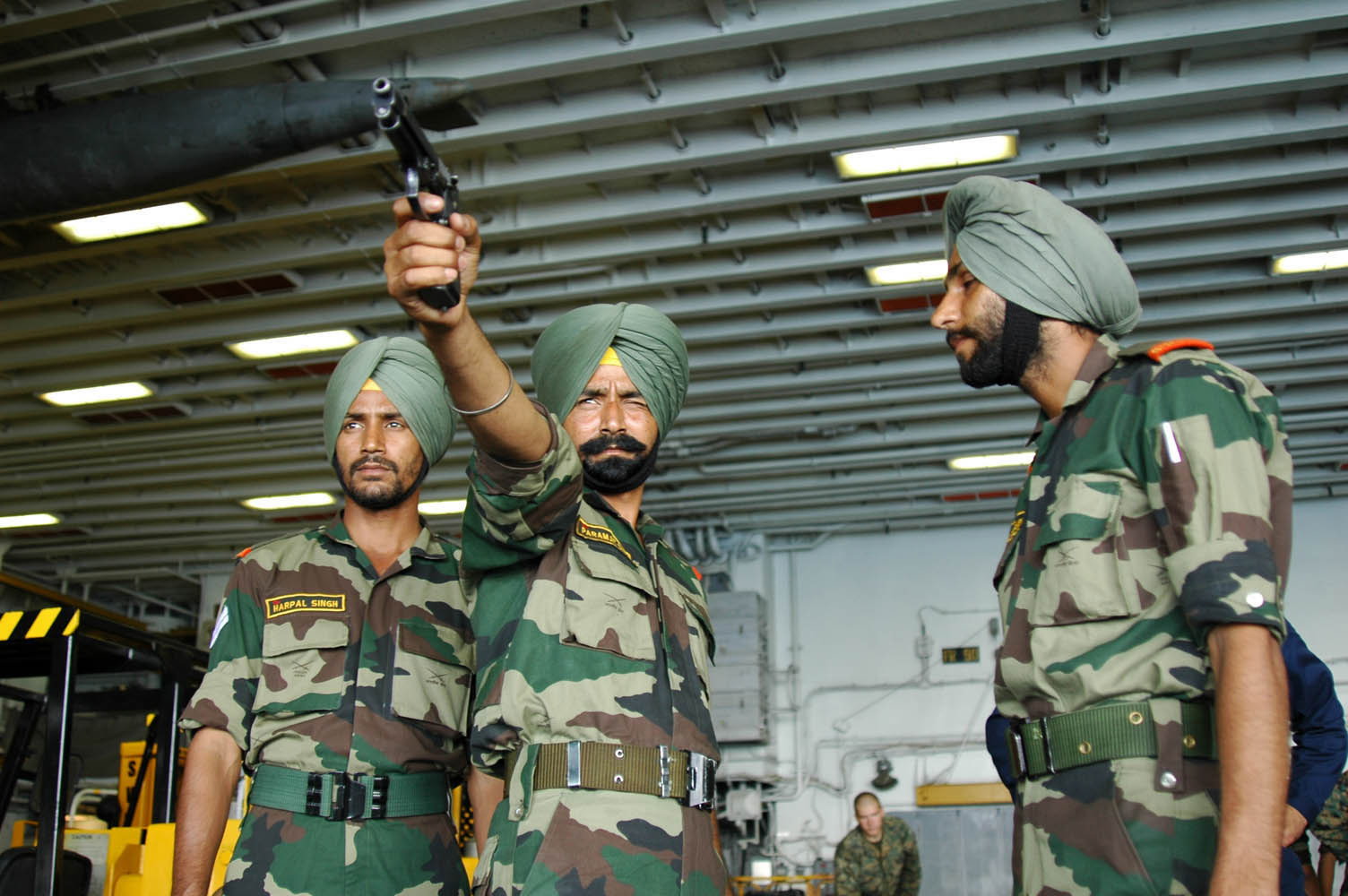
ベレッタ92

- IMI ネゲヴ軽機関銃 - 7.62×51mm弾を使用するNG7型[4]。INSAS LMGの後継として2020年3月に16,749丁が発注され、2021年に納入された[4]。
- AK-47自動小銃
- vz 58自動小銃
- AK-203（英語版）自動小銃[5]
- Vidhwansak対物ライフル
- 1B1 INSASアサルトライフル
- OFB 1A自動小銃
- SAFカービン短機関銃
- IMI タボールAR21アサルトライフル
- SIG716i（英語版）アサルトライフル

(SIG516の派生型のSIG 716A2 Patrolで7.62×51mmNATO弾のインド陸軍仕様。INSASアサルトライフルの後継として導入された。2019年2月に初期バッチ72,400挺を1年以内に納入する契約が約9000万米ドルで締結され、2024年8月に追加バッチ73,000挺の契約が締結された）
- オート9mmA1半自動拳銃
- ベレッタ 92
- ステアーTMP(MP9)サブマシンガン

### 航空機

#### 回転翼機
- AH-64E アパッチ・ガーディアン×6 - 2020年に6機を発注、2025年納入開始[7][8]。
- HAL ドゥルーブ
- HAL 軽戦闘ヘリコプター
- SA 315 チーター

#### 無人攻撃機
- ハーピー
- ヘロン
- サーチャー
- ニシャント